# まちづくり推進協議会
特定非営利活動法人まちづくり推進協議会（まちづくりすいしんきょうぎかい、英: Association for Promotion of Regional Development）は、大阪市北区に本部を置き、地域経済活性化のため、企業の経済活動（企業間マッチング等）のサポートを行なうNPO法人である。企業OBらが中心となって2003年10月に設立された。

## 事業
関西の中小企業を対象としたコンサルティングを事業の中心としている。具体的な活動としては、販路を持たない中小企業の製品を大手販売網に乗せる支援、廃品を利用し環境に配慮した新商品の共同考案などが挙げられる。